# Рубежівський провулок
Ру́бежівський прову́лок — провулок у Святошинському районі м. Києва, селище Новобіличі. Пролягає від вулиці Генерала Наумова до Малинської вулиці. 
Прилучається Малинський провулок, Робітнича вулиця.

## Історія
Виник у 50-ті роки XX століття під такою ж назвою, від місцевості Рубежівка.

## Зображення

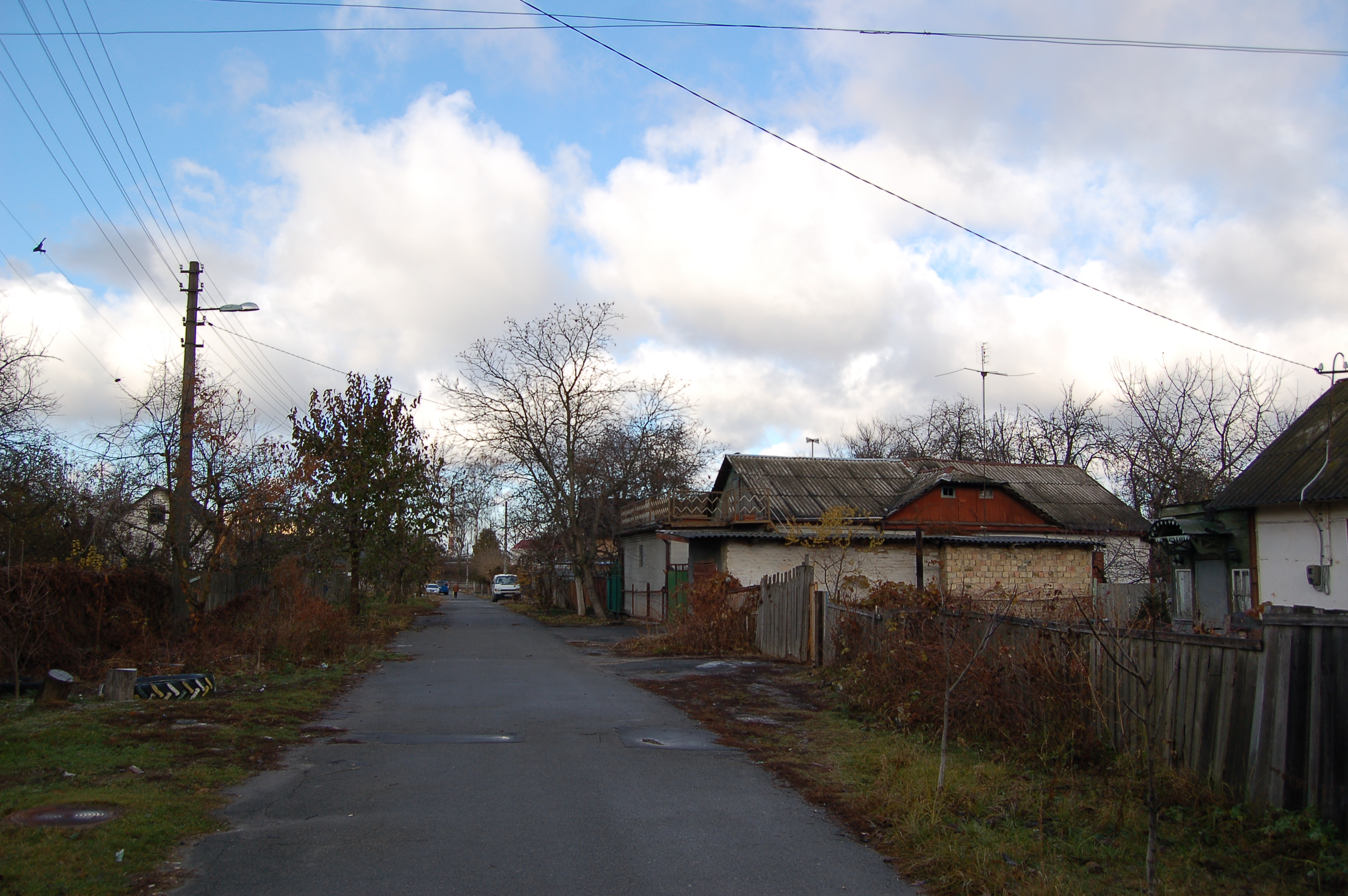
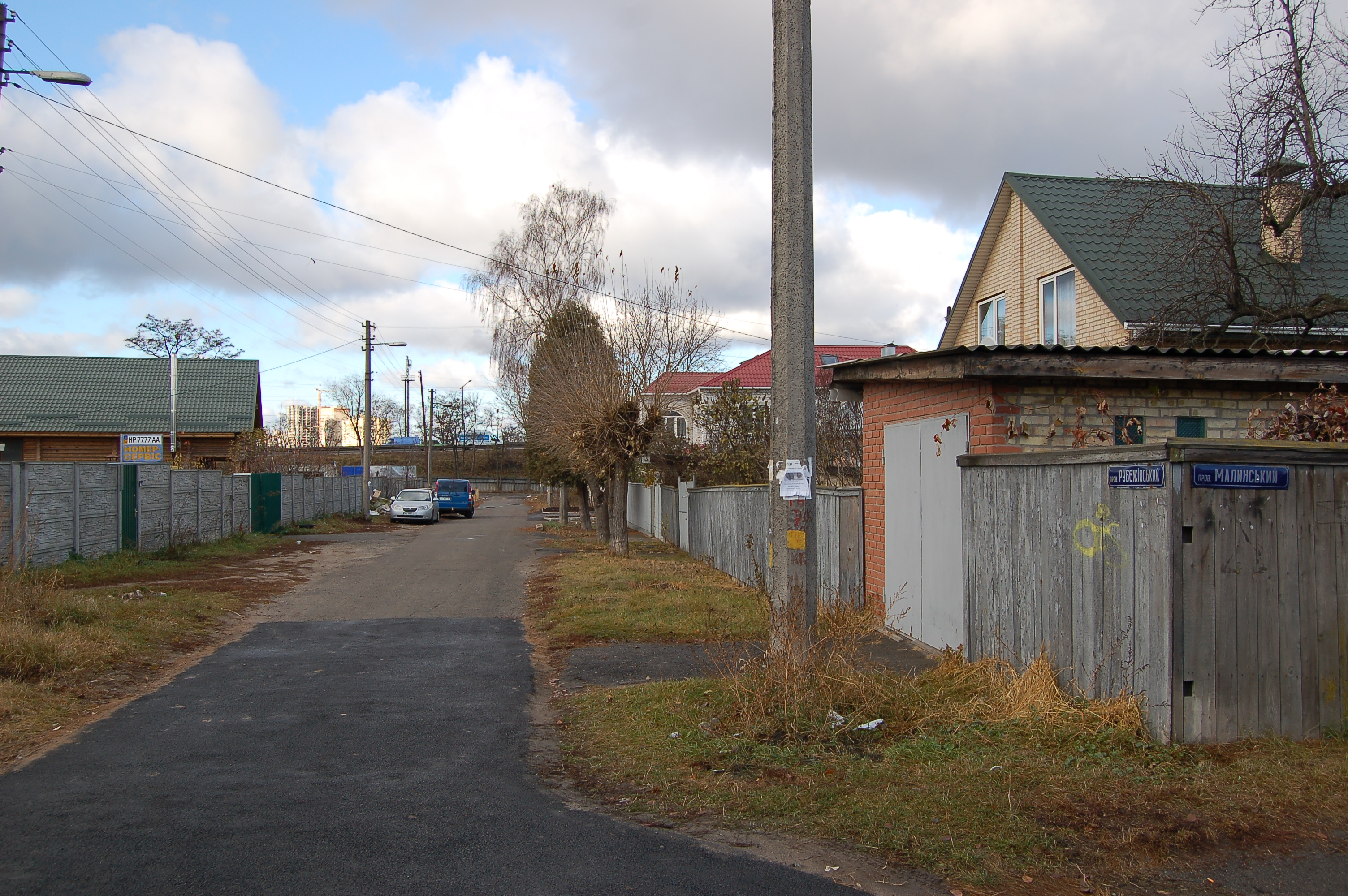